# В плену страсти
В плену страсти (исп. Cañaveral de pasiones) — мексиканская 92-серийная мелодрама 1996 года производства Televisa.

## Краткое содержание
Действие происходит в провинциальном городке Сан Бенито (недалеко от Халапы, Веракрус).
Начало этой истории пришлось на детские годы Хуана де Диос, Хулии, Пабло и Мирейи. Маргарита, мать Хулии, узнав, что её сестра Динора встречается с Амадором, у которого есть семья, решает прекратить эти отношения и спасти сестру от роковой ошибки. Однако Динора не желает расставаться с любовником, и влюбленные принимают решение бежать. Узнав об их планах, Маргарита запирает сестру, а сама направляется к Амадору, чтобы поставить точку в этой истории. Сев к нему в машину, она принимается уговаривать мужчину оставить её сестру в покое, в результате чего начинается ссора, за которой следует авария, в которой Амадор и Маргарита погибают…

## Создатели сериала

### Актёрский состав

#### В главных ролях
| Актёр (актриса)  | Роль                            | Характер персонажа |
| ---------------- | ------------------------------- | ------------------ |
| Сорайда Гомес    | Хулия Сантос Фаберман (ребёнок) |                    |
| Даниэла Кастро   | Хулия Сантос Фаберман           |                    |
| Себастьян Сурита | Пабло Монтеро Росалес (ребёнок) |                    |
| Хуан Солер       | Пабло Монтеро Росалес           |                    |

#### В остальных ролях и эпизодах
| Актёр (актриса)      | Роль               | Характер персонажа |
| -------------------- | ------------------ | ------------------ |
| Анхелика Арагон      | Хосефина Монтеро   |                    |
| Франсиско Гатторно   | Хуан де Диос       |                    |
| Патрисия Навидад     | Мирейя             |                    |
| Сесар Эвора          | Амадор Монтеро     |                    |
| Асела Робинсон       | Динора Фаберман    |                    |
| Роберто Бальестерос  | Руфино Мендоса     |                    |
| Альма Дельфина       | Пруденсия          |                    |
| Марисоль Сантакрус   | Джина Элисондо     |                    |
| Леонардо Даниэль     | Фаусто Сантос      |                    |
| Хосефина Эчанове     | Ремедиос           |                    |
| Фернандо Бальзаретти | Куко               | Падре              |
| Хорхе Руссек         | Самуэль Альдама    |                    |
| Мария Эухения Риос   | Амалия Альдама     |                    |
| Элизабет Дупейрон    | Сокорро Карраско   |                    |
| Лиза Виллерт         | Карлота            |                    |
| Тони Браво           | Рафаэль Элисондо   |                    |
| Норма Ласарено       | Ильда Сиснерос     |                    |
| Родриго Абед         | Гильермо Элисондо  |                    |
| Фелисия Меркадо      | Маргарита Фаберман |                    |
| Дасия Аркарас        | Чайо               |                    |
| Эктор Крус           | Висенте            |                    |
| Хосафат Луна         | Леопольдо          |                    |
| Роберто Мигель       | Энрике Сиснерос    |                    |
| Карлос Наварро       | Ильдаро            |                    |
| Ригоберто Кармона    | Сальвадор          |                    |

### Административная группа

#### Либретто
- Каридад Браво Адамс — оригинальный текст.
- Куатемок Бланко — адаптация.
- Хосе Антонио Олвера — адаптация.
- Мария дель Кармен Пенья — адаптация.

#### Режиссура
- Клаудио Рейес Рубио — режиссёр-постановщик.

#### Операторский кран
- Мануэль Руис Эспарса — оператор-постановщик.
- Моника Родригес — монтажёр.

#### Музыка
- Ампаро Рубин — главный композитор.
- Альберто Нуньес Паласиос — композитор заставок.
- Игнасио Лопес — композитор мелодий.
- Херардо Рейес — композитор мелодий.

#### Художественная часть
- Херардо Эрнандес — декоратор.

#### Администраторы
- Умберто Сурита — генеральный продюсер.
- Кристиан Бах — генеральный продюсер.
- Херардо Сурита — ассоциированный продюсер.

## Награды и премии

### TVyNovelas(1997)
Сериал В плену страсти выиграл сразу в 10 номинациях из 12.

#### Победу одержали
- Лучшая теленовелла — Умберто Сурита и Кристиан Бах.
- Лучшая главная женская роль — Даниэла Кастро.
- Лучшая главная мужская роль — Хуан Солер.
- Лучший злодей — Роберто Бальестерос.
- Лучший актёр — Хорхе Руссек.
- Лучшая актриса второго плана — Альма Дельфина.
- Лучший актёр второго плана — Леонардо Даниэль.
- Лучшее женское откровение — Патрисия Навидад.
- Лучший рассказ, или адаптация — Куатемок Бланко и Мария дель Кармен Пенья.
- Лучшее место съёмок — Бенджамин Канн и Клаудио Рейес.

## Ремейки
- В 2003 году в Бразилии был выпущен ремейк сериала под названием «Плантация страстей».
- В 2012 году на Televisa был выпущен ремейк сериала под названием «Бездна страсти», где снялся актёр Франсиско Гатторно.